# Kerai Mariur
Kerai Mariur (* 4. června 1951, Ollei, Ngarchelong, Palau) je palauský politik, který od 15. ledna 2009 do 17. ledna 2013 zastával funkci viceprezidenta Palau.

## Životopis
Narodil se v rybářské vesničce Ollei dne 4. června 1951. Získal titul na Cannon's International Business College Honolulu v oboru obchodní správa a účetnictví. Působil jako člen Sněmovny delegátů Národního kongresu Palau, kde hrál významnou roli v oblasti ekonomiky a životního prostředí. Mezi zákony připisované Mariurovi patří Zákon o ochraně moří, Zákon o autorských právech republiky Palau a Zákon o chráněných oblastech. Během svého působení v kongresu byl jmenován předsedou Stálého výboru pro otázky mládeže a kultury, soudnictví a vládní záležitosti, životní prostředí a ekologii a otázky nakládání s finančními prostředky.
V roce 2008 si jej vybral prezidentský kandidát Johnson Toribiong za svého spolukandidáta na post viceprezidenta. Po vítězství ve volbách zastával od 15. ledna 2009 funkci viceprezidenta. Působil také jako ministr správ a financí.